# Klaus Fleer
Klaus Fleer (* 30. April 1955 in Börger) ist ein deutscher Politiker der SPD. Von 2003 bis 2008 war er Mitglied des Niedersächsischen Landtags. Er ist verheiratet und hat drei Kinder.

## Ausbildung und Beruf
Nach dem Realschulabschluss besuchte Fleer von 1972 bis 1974 die Fachoberschule in Papenburg und absolvierte anschließend seinen Grundwehrdienst in Lingen. Danach machte er eine Ausbildung zum Energieanlagenelektriker und studierte von 1977 bis 1983 Elektrotechnik in Osnabrück und Gießen. Danach arbeitete er bis zu seiner Wahl in den Landtag als Serviceingenieur bei Siemens-Nixdorf.  

## Politik
Seit 1991 ist Fleer Mitglied der SPD. 1991 wurde er Ratsherr und 2001 Bürgermeister der Gemeinde Börger. Seit 1991 ist er außerdem Ratsherr der Samtgemeinde Sögel und seit 2006 Mitglied des Emsländischen Kreistages. Dem Niedersächsischen Landtag gehört er von 2003 bis 2008 an. Darüber hinaus ist Fleer Mitglied der IG Metall und von Greenpeace.
| Personendaten    | Personendaten                  |
| ---------------- | ------------------------------ |
| NAME             | Fleer, Klaus                   |
| KURZBESCHREIBUNG | deutscher Politiker (SPD), MdL |
| GEBURTSDATUM     | 30. April 1955                 |
| GEBURTSORT       | Börger                         |